# Kirsten Barnes
Pour les articles homonymes, voir Barnes.
Jennifer-Kirsten Barnes est une rameuse canadienne née le 26 mars 1968 à Londres.

## Biographie
En deux avec barreur, elle est septième aux  Jeux olympiques d'été de 1988 à Séoul.
Elle dispute ensuite les épreuves d'aviron aux Jeux olympiques d'été de 1992 à Barcelone. Elle y remporte deux médailles d'or, l'une en huit (avec Brenda Taylor, Megan Delehanty, Shannon Crawford, Marnie McBean, Kay Worthington, Jessica Monroe, Kathleen Heddle et la barreuse Lesley Thompson-Willie), et l'autre en quatre sans barreur (avec Brenda Taylor, Jessica Monroe et Kay Worthington).

## Palmarès

### Jeux olympiques
- Jeux olympiques d'été de 1992 à Barcelone,  Espagne
  -  Médaille d'or en huit
  -  Médaille d'or en quatre sans barreur

### Championnats du monde
- Championnats du monde d'aviron 1991 à Vienne,  Autriche
  -  Médaille d'or en huit
  -  Médaille d'or en quatre sans barreur